# Iwno (województwo wielkopolskie)

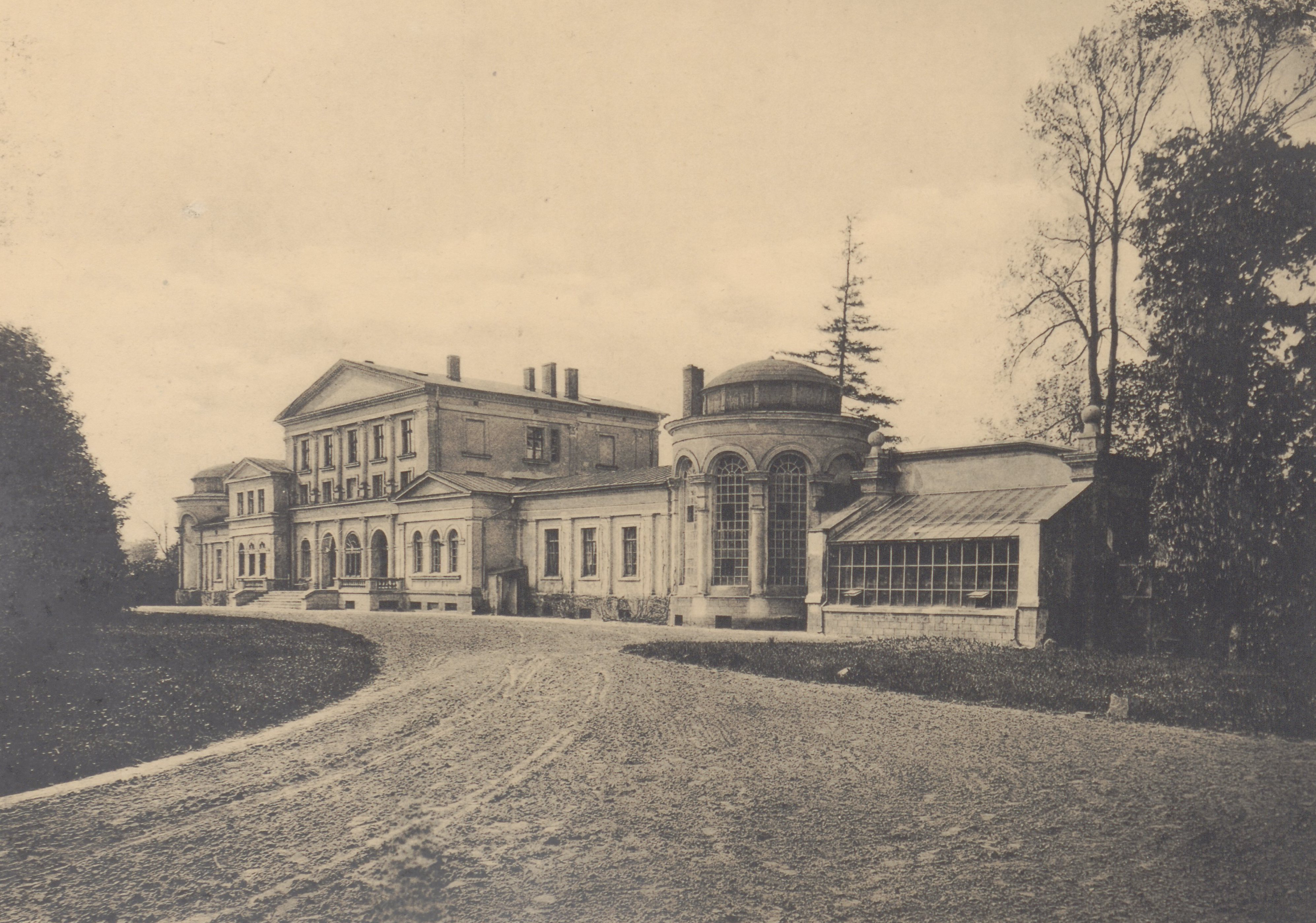
Widok pałacu przed 1912

Iwno – wieś w Polsce położona w województwie wielkopolskim, w powiecie poznańskim, w gminie Kostrzyn przy drodze ekspresowej S5 (Węzeł Iwno).

## Historia
W 1319 r. wieś wzmiankowana jako własność szlachecka pod nazwą Gywna. W XIV w. wieś należała do rodu Grzymalitów, w XV w. do Tomickich, następnie do Iwińskich. W XVII w. należała do Cieleckich i Ponińskich, w XVIII w. do Krzyckich, a od XIX wieku do 1939 do Mielżyńskich.
Wieś szlachecka położona była w 1580 roku w powiecie poznańskim województwa poznańskiego.
W latach 1954–1959 wieś należała i była siedzibą władz gromady Iwno, po jej zniesieniu w gromadzie Kostrzyn. W latach 1975–1998 miejscowość administracyjnie należała do województwa poznańskiego.
W miejscowości znajduje się znana stadnina koni – niegdyś jako Państwowe Gospodarstwo Rolne – Stadnina Koni Iwno, w 1994 jako Stadnina Koni Skarbu Państwa Iwno, a od 1995 jako Stadnina Koni „Iwno” Sp. z o.o. oraz barokowy kościół z XVIII wieku.

## Znane osoby związane z Iwnem
- Jarosław z Iwna (zm. po 1343) – rycerz polski herbu Grzymała, dyplomata, wojewoda poznański, kasztelan poznański.
- Jarosław z Iwna (zm. 1423) – rycerz polski, dyplomata, chorąży poznański, podkomorzy kaliski.
- Józef Kiszkurno (1895–1981) – polski strzelec, olimpijczyk, trzykrotny mistrz świata i mistrz Europy w trapie, zmarły w Iwnie.
- Ignacy Mielżyński (1871–1938) – hrabia, podpułkownik kawalerii Wojska Polskiego.
- Juliana, królowa Holandii – w 1937, jeszcze jako następczyni tronu, gościła w Iwnie na zaproszenie hr. Mielżyńskiego[9].